# 拉不拉多马先蒿
拉不拉多马先蒿（学名：Pedicularis labradorica）为列当科马先蒿属的植物。分布在北美洲、日本、蒙古、俄罗斯、欧洲以及中国大陆的内蒙古等地，生长于海拔300米至900米的地区，一般生于生长落叶松林缘和林下，目前尚未由人工引种栽培。